# Ier
Litera Ier (Ъ, ъ), de asemenea ortografiată ca Yer, Ierŭ, cunoscută și ca semnul tare (rus. твёрдый знак [ˈtvʲor.dɨj znak]), este o literă a alfabetului chirilic. Litera a fost inițial utilizată în scrierea limbii slavone, fiind pronunțată ca un "u" scurt ([ŭ]). Ulterior a fost preluată în grafia limbii ruse, marcând pronunțarea "tare", adică fără palatalizare, a consoanei anterioare.
În grafia modernă a limbii ruse, semnul <ъ> este folosit foarte rar. Este prezent numai după consoane și marchează o mică pauză în pronunție între două silabe.
În vremea scrierii limbii române cu alfabetul chirilic, semnul <ъ> reprezenta vocala "ă" ([ə]). Acolo unde astăzi limba română se scrie cu caractere chirilice, cum este de pildă cazul în Transnistria (v. limba moldovenească), sunetul "ă" e ortografiat ca <э>.
În limba bulgară, semnul <ъ> este pronunțat [ɤ̞], sunet similar cu românescul "ă", și poartă numele de er goleam ("ер голям").